# Сианьский евразийский институт
Сианьский евразийский институт (кит. 西安欧亚学院) университет в г.Сиань, Шэньси, КНР.

## История
Сианьский евразийский институт был образован в 1995 году. Его создание было одобрено Министерством образования КНР. Представляет собой комплексное образовательное учреждение в системе высшего образования КНР, построенное на системе бакалавриата.

## Структура университета
В структуре университета находятся:
- Институт науки и техники;
- Институт иностранных языков;
- Институт управления в торговле и производственной сфере;
- Институт финансов и торговли;
- Институт строительства;
- Институт журналистики и телерадиовещания;
- Институт искусств;
- Институт права;
- Международный институт.

В университете обучается около 20 тыс. студентов, представляющих 28 регионов КНР. Обучение ведется по 40 специальностям. Университет принимает участие в программах подготовки студентов по двум бакалаврским специальностям одновременно.
Всего в КНР имеется около 600 университетов, готовящих специалистов по специальности «История», во многих из них созданы Евразийские институты, однако в этом ряду Сианьский Евразийский институт является опытной площадкой для инноваций.
Университет располагается в южной части Сианя, в научном и культурном «центре» города. Университет занимает более 667 тыс. м². Территория кампуса на 65 % отдана под зеленые насаждения.
Университет инвестировал более 200 млн юаней на создание новых образовательных систем, таких, как спутниковая передача данных (новые методики обучения), создание мультимедийной образовательной сети, оборудование лабораторий и исследовательских центров.
Библиотека располагается на площадях более, чем 17 тыс. м², насчитывает около 1 млн томов, 915 тыс. копий электронных книг, а также более, чем 1000 наименований периодических изданий. Площадь университетского стадиона — 4 тыс. м². Это — полностью оборудованное сооружение для различных видов физкультуры и спорта.
Для иностранных специалистов и студентов в университете предусмотрена гостиница.

## История университета
Несмотря на то, что университет создан только в 1995 году, он достаточно быстро развивается.
Официальное название — Сианьский Евразийский институт получил в 1997 году.
К настоящему моменту времени университет выпустил уже более 40 тыс. специалистов. Создана система распределения выпускников. Так, «базы по трудоустройству» располагаются в таких городах, как Шэньчжэнь, Гуанчжоу, Дунгуань, Хуэйчжоу, Шанхай, Сучжоу, Ханчжоу, Сямэнь, Тайчжоу, Куньшань. Более 3 тысяч выпускников заняты в приморских районах.